# Rettenegg
Rettenegg est une commune autrichienne du district de Weiz en Styrie.

## Histoire
Le 23 juin 1944, un Junker 52 s'écrase à Rettenegg. Il transporte le général Eduard Dietl, commandant des forces allemandes en Norvège et Finlande, 3 autres généraux et 3 passagers. Il n'y a aucun survivant. L'avion se rendait au Berghof. 